# Chiến tranh Cisplatina
Chiến tranh Cisplatina (Tiếng Bồ Đào Nha: Guerra da Cisplatina), còn được gọi là Chiến tranh Argentina-Brazil (Tiếng Tây Ban Nha: Guerra argentino-brasileña) hoặc trong lịch sử Argentina và Uruguay gọi là Chiến tranh Brazil, là một cuộc xung đột vũ trang trên một khu vực được gọi là "Banda Oriental" (ngày nay là Uruguay) vào những năm 1820 giữa Các tỉnh thống nhất của Río de la Plata và Đế quốc Brasil sau khi các Tỉnh thống nhất độc lập khỏi Tây Ban Nha.

## Bối cảnh
Được lãnh đạo José Gervasio Artigas, một khu vực được gọi là Banda Orentinal, bên trong Lưu vực Río de la Plata, nổi dậy chống lại sự cai trị của Tây Ban Nha vào năm 1811, trong bối cảnh của năm 1810 Cách mạng tháng 5 ở Buenos Aires cũng như các cuộc nổi dậy trong khu vực diễn ra sau đó để chống lại việc Buenos Aires giả vờ chiếm ưu thế so với các khu vực khác của phe trung thành. Tương tự, Đế chế Bồ Đào Nha, khi đó có thủ đô tại Rio de Janeiro, đã thực hiện các biện pháp để củng cố giữ vững Rio Grande do Sul và để sát nhập khu vực của Uruguay.
Từ năm 1814 trở đi, các tỉnh Miền Đông liên kết với các tỉnh của Santa Fe và Entre Rios trong một liên minh lỏng lẻo được gọi là Liên đoàn Liên bang, chống lại quyền lực của Buenos Aires. Sau một loạt các vụ cướp trong lãnh thổ mà Đế quốc Bồ Đào Nha tuyên bố chủ quyền, Rio Grande do Sul, Bồ Đào Nha xâm lược Banda Orentinal năm 1816.
Artigas cuối cùng đã bị đánh bại bởi quân Luso-Brazil vào năm 1820 tại Trận Tacuarembó. Đế chế Bồ Đào Nha (bao gồm Vương quốc Bồ Đào Nha, Brazil và Algarves từ năm 1815) sau đó chính thức sáp nhập Banda Orentinal, với tên gọi Cisplatina, với sự hỗ trợ từ giới quý tộc địa phương. Với việc thôn tính, Đế chế Bồ Đào Nha giờ đây có quyền tiếp cận chiến lược với Río de la Plata và kiểm soát cảng chính của cửa sông, Montevideo.
Sau khi Brazil độc lập, vào năm 1822, Cisplatina trở thành một phần của Brazil. Nó đã cử các đại biểu tham gia Hội nghị Lập hiến năm 1823 và theo Hiến pháp năm 1824, được hưởng một mức độ tự trị đáng kể, hơn hẳn các tỉnh khác của Đế chế.

## Diễn biến

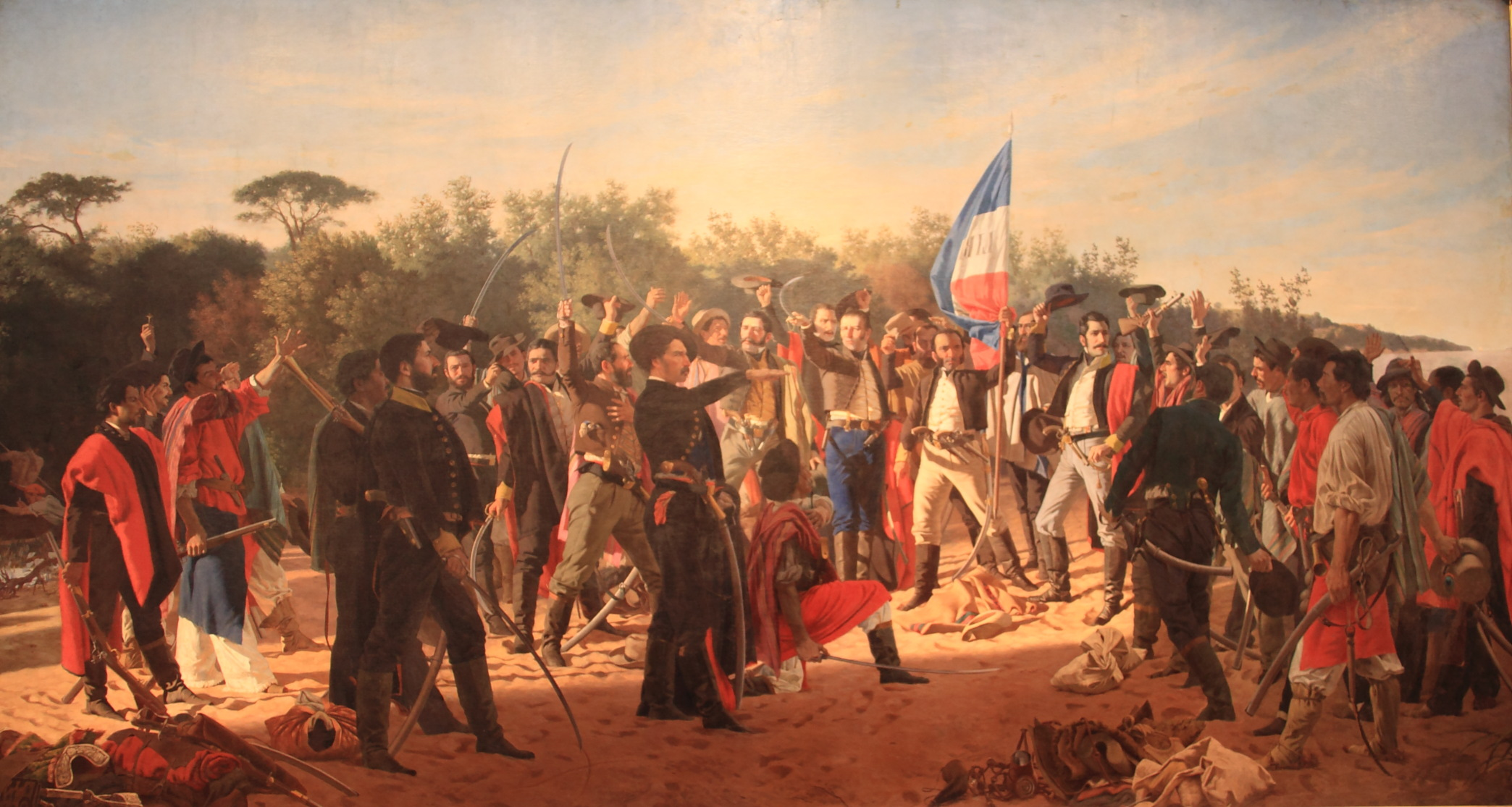
Lời thề của Quân cách mạng Uruguay.

Trong khi ban đầu ủng hộ sự can thiệp của Bồ Đào Nha vào tỉnh miền Đông, Các tỉnh thống nhất của Río de la Plata sau đó đã thúc giục dân chúng địa phương nổi dậy chống lại chính quyền Brazil, ủng hộ họ về chính trị và vật chất nhằm tái lập chủ quyền đối với khu vực.
Phiến quân do  Fructuoso Rivera và Juan Antonio Lavalleja tiếp tục kháng chiến chống lại sự cai trị của Brazil. Năm 1825, một Đại hội đại biểu từ khắp nơi ở Banda Orentinal đã họp tại La Florida và tuyên bố độc lập khỏi Brazil, đồng thời tái khẳng định lòng trung thành với Các tỉnh thống nhất của Río de la Plata. Đáp lại, Brazil tuyên chiến với các tỉnh Thống nhất.
Hai lực lượng hải quân đối đầu nhau ở sông La Plata và nam Đại Tây Dương theo nhiều cách đối lập nhau. Brazil là một cường quốc hải quân với 96 tàu chiến lớn nhỏ, hoạt động khắp ven biển rộng lớn, giao dịch thương mại quốc tế được thực hiện chủ yếu bằng tàu của Anh, Pháp và Mỹ. Các Các tỉnh thống nhất của Río de la Plata đã có các tàu thương mại quốc tế tương tự nhưng có ít tàu hải quân hơn. Lực lượng hải quân của nó chỉ bao gồm nửa tá tàu chiến và một vài pháo hạm để phòng thủ cảng. Cả hai lực lượng hải quân đều thiếu thủy thủ bản địa và phụ thuộc nhiều vào người Anh và cả các sĩ quan và quân nhân Mỹ và Pháp, trong đó đáng chú ý nhất là chỉ huy người Argentina, Đô đốc William Brown sinh ra ở Ireland, và chỉ huy người Brazil phi đội trên bờ, đại tá người Anh James Norton. Chiến lược của hai quốc gia phản ánh tư duy của họ. Người Brazil ngay lập tức áp đặt một cuộc phong tỏa đối với River Plate và Buenos Aires, trong khi người Argentina cố gắng bất chấp sự phong tỏa bằng cách sử dụng hạm đội của Brown trong khi thực hiện các cuộc tấn công vào tàu thương mại trên các tuyến đường biển của Brazil ở nam Đại Tây Dương từ các căn cứ của họ tại Ensenada và xa hơn Carmen de Patagones. Người Argentina đã đạt được một số thành công đáng chú ý - đáng chú ý nhất là bằng cách đánh bại hạm đội Brazil trên sông Uruguay trong trận Juncal và bằng cách bẻ gãy cuộc tấn công của Brazil vào Carmende Patagones . Nhưng đến năm 1828, số lượng vượt trội của các tàu chiến của Brazil đã tiêu diệt hiệu quả lực lượng hải quân của Brown tại Monte Santiago và đã thành công trong việc bóp nghẹt kinh tế của Buenos Aires và doanh thu mà họ có được.
Trên bộ, quân đội Argentina ban đầu vượt qua sông La Plata và dựng doanh trại tại thị trấn Durazno của Uruguay. Tướng Carlos María de Alvear tấn công lãnh thổ Brazil và một loạt các cuộc giao tranh sau đó. Pedro I của Brazil lên kế hoạch phản công vào cuối năm 1826, và cố gắng tập hợp một đội quân nhỏ chủ yếu bao gồm các tình nguyện viên Brazil và lính đánh thuê châu Âu. Nỗ lực tuyển mộ đã bị cản trở bởi các cuộc nổi dậy địa phương trên khắp Brazil, khiến hoàng đế phải từ bỏ quyền chỉ huy trực tiếp quân đội của mình, trở về Rio de Janeiro và trao quyền chỉ huy quân đội cho Felisberto Caldeira Brant, hầu tước Barbacena. Cuộc phản công của Brazil cuối cùng đã kết thúc ở thế bất phân thắng bại trận Ituzaingó. Trong khi quân đội Brazil bị chặn đứng trong quá trình hành quân đến Buenos Aires, quân đội Argentina đã triệt thoái lãnh thổ Brazil.
Ituzaingó là trận chiến duy nhất ở một mức độ nào đó trong cả cuộc chiến. Một loạt các cuộc đụng độ nhỏ hơn đã xảy ra sau đó, bao gồm trận Sarandívà các trận hải chiến Juncal và Monte Santiago. Sự khan hiếm tình nguyện viên đã cản trở nghiêm trọng phản ứng của người Brazil, và đến năm 1828, nỗ lực duy trì chiến tranh đã trở nên khó khăn và ngày càng vấp phải nhiều sự phản đối ở Brazil. Năm đó, Rivera tái chiếm lãnh thổ của Banda Orentinal trước đây.

## Các trận đánh lớn

### Trận chiến trên bộ
- Trận Sarandí: Ngày 12 tháng 10 năm 1825
- Trận Ituzaingó: 20 tháng 2 năm 1827

### Hải chiến
- Trận Juncal: 8-9 tháng 2 năm 1827
- Trận Monte Santiago: Ngày 7 đến ngày 8 tháng 4 năm 1827

## Hậu quả
Sự bế tắc trong Chiến tranh Cisplatine là do lực lượng trên bộ của Argentina và Uruguay không thể chiếm được các thành phố lớn ở Uruguay và Brazil , những hậu quả kinh tế nghiêm trọng do cuộc phong tỏa Buenos Aires của Brazil , và thiếu nhân lực cho một cuộc tấn công tổng lực trên đất Brazil chống lại các lực lượng Argentina. Áp lực công khai ngày càng gia tăng ở Brazil nhằm chấm dứt chiến tranh. Tất cả những điều này thúc đẩy sự quan tâm của cả hai bên đối với một giải pháp hòa bình.
Với chi phí cao của cuộc chiến cho cả hai bên và mối đe dọa mà nó gây ra đối với thương mại giữa Các tỉnh thống nhất Rio de Plata và Vương quốc Anh, sau đó đã thúc ép hai bên tham gia vào các cuộc đàm phán hòa bình ở Rio de Janeiro. Dưới sự dàn xếp của Anh và Pháp, Các tỉnh thống nhất Río de la Plata và Đế quốc Brazil đã ký kết Hiệp ước Montevideo vào năm 1828, thừa nhận tính độc lập của Cisplatina dưới tên Cộng hòa Đông Uruguay.
Hiệp ước cũng trao cho Brazil chủ quyền đối với phần phía đông của Banda Orentinal trước đây và quan trọng nhất là đảm bảo tự do hàng hải của Río de la Plata, một vấn đề an ninh quốc gia trọng tâm của người Brazil.
Ở Brazil, sự thất bại ở Cisplatina thêm vào đó là sự bất mãn ngày càng tăng đối với hoàng đế Pedro I. Mặc dù đó không phải là lý do chính, song đó là yếu tố dẫn đến việc ông thoái vị vào năm 1831.

## Di sản
Mặc dù chiến tranh không phải là một chiến tranh giành độc lập, vì không phe nào trong 2 phe tham chiến chiến đấu để thành lập một quốc gia độc lập, điều đó có sự công nhận tương tự ở Uruguay. Quân cách mạng Uruguay được thừa nhận là anh hùng dân tộc, những người đã giải phóng Uruguay khỏi sự hiện diện của Brazil. Cuộc đổ bộ của Quân cách mạng Uruguay còn được gọi là "Cuộc thập tự chinh giải phóng".
Cuộc chiến có sự công nhận tương tự ở Argentina, được coi là cuộc chiến dũng cảm chống lại kẻ thù có lực lượng vượt trội. Hải quân Argentina đã đặt tên nhiều con tàu theo tên người, sự kiện và con tàu tham gia chiến tranh. Đô đốc William Brown (được gọi là "Guillermo Brown" ở Argentina) được coi là cha đẻ của hải quân Argentina, và được coi giống như một anh hùng sử thi cho hành động của mình trong chiến tranh. Ông ấy còn được gọi là "Nelson của Río de la Plata ".
Người dân Brazil không mấy quan tâm đến chiến tranh ngoài những người ủng hộ chiến tranh hải quân. Rất ít nhà sử học Brazil đã xem xét nó một cách chi tiết. Các nhân vật tham chiến không được coi  anh hùng dân tộc của Brazil như trong các cuộc chiến tranh giành độc lập Brazil, các cuộc xung đột với Rosas hoặc Chiến tranh Tam Đồng minh..
Bất chấp vai trò của Anh trong cuộc chiến, và sự hiện diện của các quan chức hải quân Anh ở cả hai bên xung đột, cuộc chiến phần lớn không được biết đến trong các nước nói tiếng Anh.

### Trích dẫn
1. ↑  Lalonde, Suzanne. Determining boundaries in a conflicted world: the role of UTI possidetis. McGill-Queen's University Press, 2002. Pg 38 – Google Books
2. ↑  Nahum, Benjamín (1994). Manual de Historia del Uruguay 1830–1903. Montevideo. Editorial De la Banda Oriental.
3. ↑  Méndez Vives, Enrique (1990). Historia Uruguaya. Montevideo. Editorial De la Banda Oriental.
4. ↑  Castellanos, La Cisplatina, la Independencia y la república caudillesca, pág. 73–77.
5. ↑  CARNEIRO, David. História da Guerra Cisplatina. São Paulo: Companhia Editora Nacional, 1946. Pg 38, 59, 70, 112 and 114.
6. 1 2  Doratioto (2002)
7. ↑  LUSTOSA, Isabel. D. Pedro I. São Paulo: Companhia das Letras, 2007, p.277
8. ↑  MAGNOLI, Demétrio. O corpo da pátria: imaginação geográfica e política externa no Brasil (1808-1912). São Paulo: EDUNESP, 1997.
9. ↑  Juan Beverina (1927). La guerra contra el Imperio del Brasil (bằng tiếng Tây Ban Nha). Biblioteca del Oficial, Bs. As.
10. ↑  Brian Vale, "A War Betwixt Englishmen Brazil Against Argentina on the River Plate 1825–1830", I. B. Tauris, 2000, pp 13-28
11. ↑  Brian Vale, "A War Betwixt Englishmen Brazil Against Argentina on the River Plate 1825–1830", I. B. Tauris, 2000, pp 69-116
12. 1 2  Brian Vale,  "A War Betwixt Englishmen Brazil Against Argentina on the River Plate 1825–1830", I. B. Tauris, 2000, pp 135-206
13. ↑  SCHEINA, Robert L. Latin America's Wars: the age of the caudillo, 1791–1899, Brassey's, 2003.
14. ↑  "The economic effects of the blockade". Bản gốc lưu trữ ngày 3 tháng 3 năm 2016. Truy cập ngày 24 tháng 6 năm 2021.
15. ↑  Brian Vale, Una guerra entre ingleses, page 297
16. 1 2  Brian Vale, Una guerra entre ingleses, page 298

#### Trong tiếng Anh
- Manning, William R. (1918). "An Early Diplomatic Controversy Between the United States and Brazil". The American Journal of International Law. 12 (2): 291–311. doi:10.2307/2188145.
- McBeth, Michael Charles (1972). The Politicians Vs. the Generals: The Decline of the Brazilian Army During the First Empire, 1822–1831. University of Washington Press.
- Scheina, Robert L. (2003). Latin America's Wars, Volume I: The Age of the Caudillo, 1791–1899. Potomac Books Inc. ISBN 1574884492.
- Vale, Brian (2000). A War Betwixt Englishmen Brazil Against Argentina on the River Plate 1825–1830. I. B. Tauris.

#### trong tiếng Bồ Đào Nha
- Barroso, Gustavo (2019). História Militar do Brasil (PDF). Brasilia: Senado Federal. ISBN 978-85-7018-495-5.
- Bento, Cláudio Moreira (2003). 2002: 175 Anos da batalha do Passo do Rosário (PDF). Porto Alegre: Genesis. ISBN 85-87578-07-3.
- Calmon, Pedro (2002). História da Civilização Brasileira (PDF). Brasilia: Senado Federal.
- Câmara dos Deputados (1828). "Carta de Lei de 30 de Agosto de 1828" (PDF). Lưu trữ (PDF) bản gốc ngày 1 tháng 3 năm 2022. Truy cập ngày 1 tháng 3 năm 2022.
- Carneiro, David (1946). História da Guerra Cisplatina (PDF). São Paulo: Companhia Editora Nacional.
- Donato, Hernâni (1996). Dicionário das Batalhas Brasileiras. Instituição Brasileira de Difusão Cultural. ISBN 8534800340.
- Garcia, Rodolfo (2012). Obras do Barão do Rio Branco VI: efemérides brasileiras (PDF). Brasília: Fundação Alexandre de Gusmão. ISBN 978-85-7631-357-1.
- Lustosa, Isabel (2007). Perfis Brasileiros - D. Pedro I. São Paulo: Companhia das Letras. ISBN 978-85-35-90807-7.

#### Trong tiếng Tây Ban Nha
- Baldrich, Juan Amadeo (1974). Historia de la Guerra del Brasil. Buenos Aires: EUDEBA.
- Vale, Brian (2005). Una guerra entre ingleses. Buenos Aires: Instituto de Publicaciones Navales.